# Кунчинас, Юргис
Ю́ргис Ку́нчинас (лит. Jurgis Kunčinas, 13 января 1947, Алитус — 13 декабря 2002, Вильнюс) — литовский поэт, прозаик, эссеист, переводчик.

## Биография
Изучал немецкую филологию в Вильнюсском университете в 1964—1968 гг.
После службы в Советской армии работал воспитателем в общежитии, грузчиком, санитаром, лаборантом на метеостанции, экскурсоводом, редактором, переводчиком с немецкого языка. Жил в Вильнюсе, последние годы — в районе Жверинас. похоронен на Антакальнисском кладбище.

## Творчество
Первая публикация появилась в 1968 году.
С 1977 года опубликовал 6 томов лирики, 7 сборников рассказов, новелл для детей и эссеистики, 7 романов. Постоянно публиковался в литовских периодических изданиях. Им написано значительное количество пьес для радио и киносценариев. Кунчинас переводил произведения Ф. Дюрренматта, В. Борхерта, Г. Грасса, Э. Канетти, З. Ленца, Э. Юнгера и других авторов. Его собственные произведения переведены на латышский, немецкий, польский, русский, французский, шведский, эстонский, итальянский и другие языки.
Роман Ю. Кунчинаса «Тула» был признан лучшей книгой литовской художественной литературы за 1993 год. В 1994 году за этот роман автору была вручена премия Союза писателей Литвы. В январе 2008 года санкт-петербургское Издательство Ивана Лимбаха выпустило лимитированным тиражом книгу избранной прозы Юргиса Кунчинаса, в которую вошли его роман «Туула» и цикл рассказов «Менестрели в пальто макси».

## Издания
- Takas per girią (Тропа через пущу), стихотворения. Вильнюс: «Vaga», 1977
- Atidėtas rugsėjis (Отсроченный сентябрь), стихотворения. Вильнюс: «Vaga», 1984
- Liepų ratas (Кольцо лип), стихотворения. Вильнюс: «Vaga», 1988
- Labas, sraige, kur eini? (Привет, улитка, куда идёшь?), стихотворения для детей. Вильнюс: «Vyturys», 1989
- Vaizdas į Mėnulį (Вид на Луну), рассказы. Вильнюс: «Vaga», 1989
- Vainikas «soscinei» (Венок столице), очерки. Вильнюс: «Vaga», 1989
- Atgimimo kryžius (Крест возрождения), стихотворения. Алитус, 1990
- Namai be žiburių (Дома без огней), стихотворения. Вильнюс: «Vaga», 1991
- Glisono kilpa (Петля Глиссона), роман. Каунас: «Nemunas», 1992
- Tūla (Тула), роман. Vilnius: Издательство Союза писателей Литвы, 1993

2-е издание: Вильнюс, «Tyto alba», 2007
- Baltųjų sūrių naktis (Ночь белого сыра), повесть. Вильнюс: «Amžius», 1995; 2-е издание — Вильнюс: «GIMTASIS ZODIS», 2006
- Didžiosios Žiurkės šešėlis (Тень Большой Крысы), истории одного городка. Вильнюс: «Spauda»,
- Menestreliai maksi paltais (Менестрели в пальто макси), рассказы. Вильнюс: Изд-во Союза писателей Литвы, 1996
- Laba diena, pone Enrike! (Добрый день, господин Энрике!), рассказы. Вильнюс: «Vaga», 1996
- Blanchisserie, arba Žvėrynas-Užupis (Blanchisserie, или Жверинас-Ужупис), роман. Вильнюс: «Tyto alba», 1997
- Kilnojamosios Röntgeno stotys (Mobile Röntgenstationen) (Передвижные Röntgen’овские Установки. История болезни и любви), роман. Вильнюс: «Alma littera», 1998
- Ašutai iš Gyvenimo Švarko (Конский волос из Пиджака Жизни), печальные сатиры. Вильнюс: Изд-во Сейма «Valstybės žinios», 1998
- Niekieno namai (Ничей дом), алитусские новеллы. Алитус, 1999
- Kasdien į karą (Каждый день на войну), роман. Вильнюс: Издательство Союза писателей Литвы, 2003
- Laisvė yra brangi (Свобода дорога́), сатиры, мемуары, впечатления. Вильнюс: Изд-во Сейма «Valstybės žinios», 2001
- Grožio niekad negana (Красоты много не бывает), сатиры. Вильнюс: «Pasviręs pasaulis», 2001
- Bilė ir kiti (Биле и другие), роман. Вильнюс: «Vaga», 2002.
- Užėjau pas draugą (Зашёл я к другу), рассказы. Вильнюс: Издательство Союза писателей Литвы, 2003
- Pjūti fjūūt! arba Netiesų dvaras (Пьюти-фьют! или Лживый двор), роман. Вильнюс: Изд-во Союза писателей Литвы, 2004

### Переводы на русский язык
- Blanchisserie, или Жверинас — Ужупис. (отрывки из романа) Перевод Далия Кыйв.

«Вильнюс», журнал Союза писателей Литвы, № 4-5, 1998 г., ISSN 0236-2023.
- Фрагмент
- VIA BALTICA. Сборник. Роман, эссе, рассказы. Перевод Г. Ефремов, Т. Перунова. 240 с. Москва: Новое издательство, 2006 ISBN 5-98379-068-4.
- Туула: Роман; Менестрели  в пальто макси: Рассказы. СПб: Издательство Ивана Лимбаха, 2008. 464 с.

### Переводы на немецкий язык
- Mobile Röntgenstationen. Aus dem Litauischen von Klaus Berthel. ATHENA-Verlag, 2002. ISBN 3-89896-120-6.
- Blanchisserie oder Von Mäusen, Moder und Literatursalons. Aus dem Litauischen von Berthold Forssman. ATHENA-Verlag, 2004. ISBN 3-89896-196-6.